# Neolucanus brevis
Neolucanus brevis es una especie de coleóptero de la familia Lucanidae.

## Distribución geográfica
Habita en Kachin, Yunnan, Laos, Vietnam y  Tailandia.